# Clytrini
Clytrini là một tông trong phân họ Cryptocephalinae, mặc dù trong quá khứ nó thường được coi là một phân họ riêng biệt, với danh pháp Clytrinae. Giống như các nhóm khác trong Cryptocephalinae, chúng thuộc về nhóm bọ cánh cứng lá mang hộp gọi là Camptosomata.

## Một số chi và loài
- Anomoea Agassiz
  - Anomoea flavokansiensis Moldenke, 1970
  - Anomoea laticlavia Forster, 1771
  - Anomoea nitidicollis Schaeffer, 1919
  - Anomoea rufifrons Lacordaire, 1848
- Babia Chevrolet, 1837
  - Babia quadriguttatus Olivier, 1796
  - Babia tetraspilota Leconte, 1858
- Cheilotoma
- Chilotomina
- Clytra
  - Clytra laeviuscula Ratzeburg, 1837
- Coleorozena Moldenke, 1981
  - Coleorozena alicula Fall, 1927
  - Coleorozena fulvilabris Jacoby, 1888
  - Coleorozena lecontii Crotch, 1873
  - Coleorozena longicollis Jacoby, 1888
  - Coleorozena pilatei Lacordaire, 1848
  - Coleorozena pusilla Horn	1872
  - Coleorozena subnigra Schaeffer, 1905
  - Coleorozena vittata Leconte, 1858
- Coleothorpa Moldenke, 1981
  - Coleothorpa aenescens Crotch, 1873
  - Coleothorpa axillaris Leconte, 1868
  - Coleothorpa dominicana Fabricius, 1801
  - Coleothorpa mucorea Leconte, 1858
  - Coleothorpa seminuda Horn, 1892
  - Coleothorpa vittigera Leconte, 1861
- Coptocephala
- Coscinoptera Lecordaire, 1848
  - Coscinoptera aeneipennis Leconte, 1858
  - Coscinoptera panochensis Gilbert, 1981
- Labidostomis
- Lachnaia
- Macrolenes
- Megalostomis Chevrolet, 1837
  - Megalostomis dimidiata Lacordaire, 1848
  - Megalostomis pyropyga Lacordaire, 1848
  - Megalostomis subfasciata Leconte, 1868
- Melitonoma
- Otiocephala
- Otiothraea
- Saxinis Lacordaire, 1848
  - Saxinis apicalis Leconte, 1884
  - Saxinis deserticola Moldenke, 1970
  - Saxinis hornii Fall, 1909
  - Saxinis knausii Schaeffer, 1906
  - Saxinis omogera Lacordaire, 1848
  - Saxinis saucia Leconte, 1857
  - Saxinis sierramadrensis Moldenke, 1970
  - Saxinis sinuata Schaeffer, 1906
  - Saxinis sonorensis Jacoby, 1889
  - Saxinis subpubescens Schaeffer, 1906
- Smaragdina Chevrolet, 1837
  - Smaragdina militaris Leconte, 1858
- Tituboea
- Urodera Lacordaire, 1848
  - Urodera crucifera Lacordaire, 1848
  - Urodera dilaticollis Jacoby, 1889

## Hình ảnh

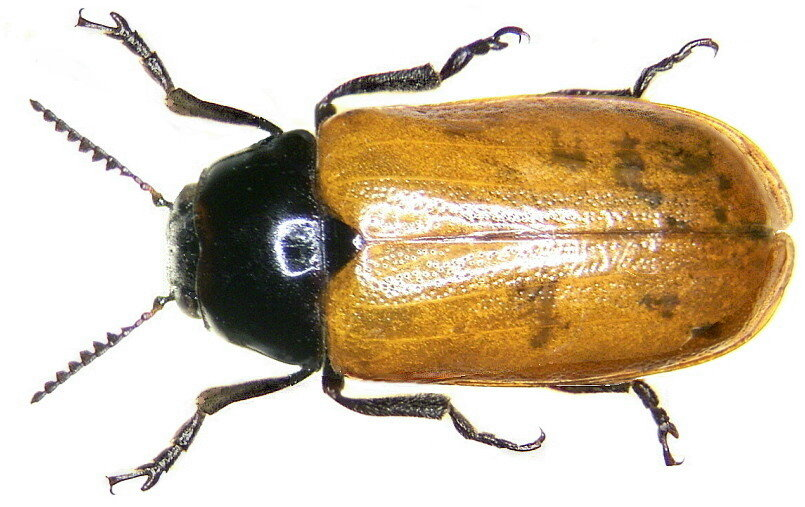
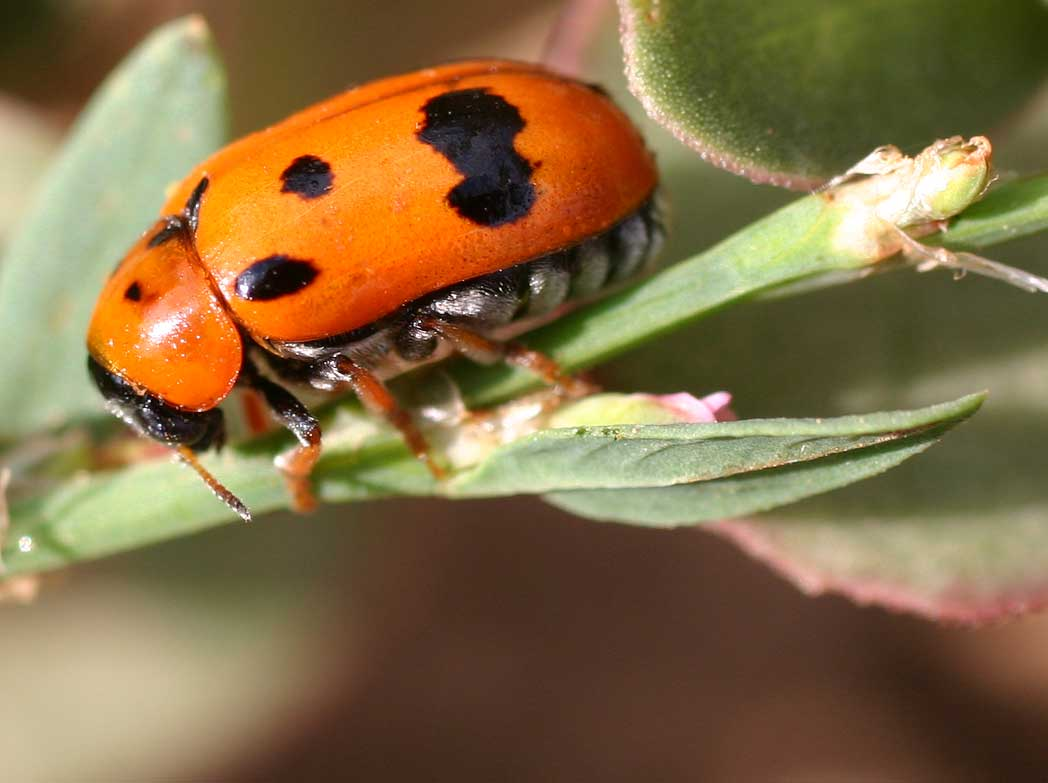
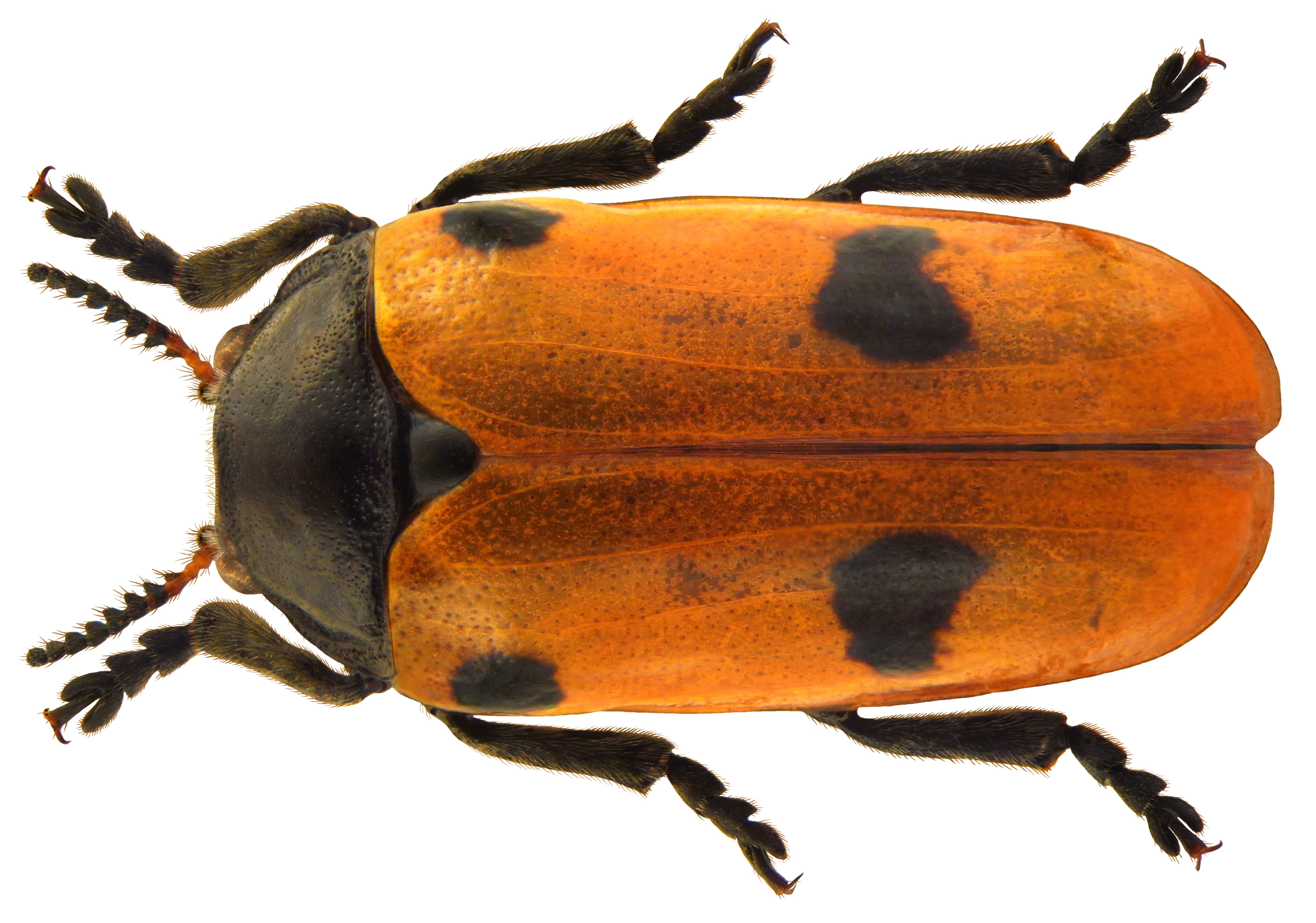
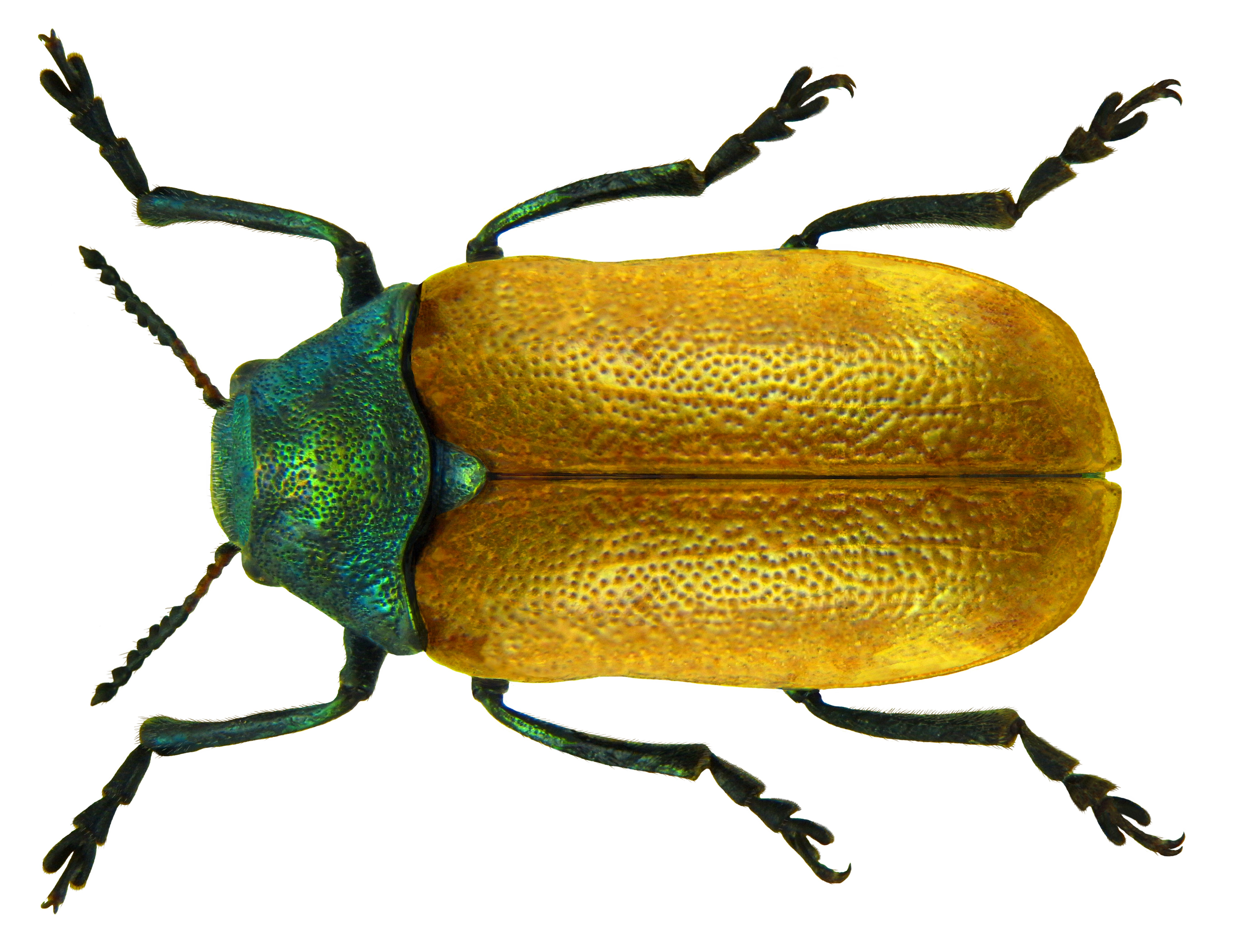